# Torneig de Candidats de 2020-2021
El Torneig de Candidats de 2020 és un torneig d'escacs disputat a sistema de tots contra tots a doble volta amb 8 jugadors d'escacs, per decidir el reptador al Campionat del món d'escacs de 2021. El campió del torneig guanyava el dret a reptar el campió del món regnant, Magnus Carlsen, de Noruega.
La primera meitat del torneig es va disputar a Iekaterinburg, Rússia, del 17 de març al 4 d'abril de 2020. El torneig, que s'havia començat malgrat que el govern rus havia anunciat el cessament de totes les activitats esportives, es va suspendre a la meitat a causa de la pandèmia per coronavirus amb Ian Nepómniasxi i Maxime Vachier-Lagrave compartint el liderat. La segona meitat del torneig es va reprendre el 19 d'abril de 2021, també a Iekaterinburg. Amb uns 13 mesos passats entre el començament i el final, és segurament el torneig d'escacs sobre el tauler més llarg de la història. El torneig el guanyà finalment Ian Nepómniasxi a una jornada del final.

## Participants
Els classificats pel Torneig de Candidats foren:
| Mètode classificatori                                            | Jugador                                                                                       | Edat        | Ràting      | Rànquing mundial |
| Mètode classificatori                                            | Jugador                                                                                       | (Març 2020) | (Març 2020) | (Març 2020)      |
| ---------------------------------------------------------------- | --------------------------------------------------------------------------------------------- | ----------- | ----------- | ---------------- |
| Finalista del Campionat del món de 2018                          | Fabiano Caruana                                                                               | 27          | 2842        | 2                |
| Els dos millors de la Chess World Cup 2019                       | Teimur Radjàbov (guanyador). Retirat.                                                         | 33          | 2765        | 9                |
| Els dos millors de la Chess World Cup 2019                       | Ding Liren (segon)                                                                            | 27          | 2805        | 3                |
| El millor del FIDE Grand Swiss Tournament 2019                   | Wang Hao (guanyador)                                                                          | 30          | 2762        | 12               |
| Els dos millors del FIDE Grand Prix 2019                         | Aleksandr Grisxuk (guanyador)                                                                 | 36          | 2777        | 4                |
| Els dos millors del FIDE Grand Prix 2019                         | Ian Nepómniasxi (finalista)                                                                   | 29          | 2774        | 5                |
| Millor ràting mitjà                                              | Anish Giri                                                                                    | 25          | 2763        | 11               |
| Millor ràting mitjà                                              | Maxime Vachier-Lagrave (substituint Radjàbov)                                                 | 29          | 2767        | 8                |
| Wild card dels organitzadors, subjecta a criteris d'elegibilitat | Kirill Alekseenko (el millor classificat al Grand Swiss i no classificat per altres sistemes) | 22          | 2698        | 39               |

Les regles establien que si un o més jugadors declinaven la invitació per jugar el torneig de candidats, es classificarien els jugadors que tinguessin la següent mitjana d'Elo més alta. El 6 de març, aquesta regla va servir per seleccionar Vachier-Lagrave, després que Radjàbov es retirés.
En comparació amb els cicles previs (2014, 2016, 2018), el Grand Swiss fou la notvetat, i el número de classificats per ràting es va reduir de dos a un. El format del Grand Prix també va canviar.

### Classificació per ràting
El classificat per ràting fou el jugador amb la mitjana d'Elo més alta dels dotze mesos entre febrer de 2019 i gener de 2020, que no estigués ja classificat per alguna altra via. Per ser elegible, el jugador havia d'haver disputat almenys 30 partides durant els dotze períodes considerats, i com a mínim 18 en els 6 finals.
La següent taula mostra els ràtings dels jugadors amb el seu màxim entre febrer de 2019 i el gener de 2020. Inclou els onze primers jugadors del món llevat del campió del món Magnus Carlsen, Fabiano Caruana (classificat com a finalista del 2018), Ding Liren (classificat com a finalista de la World Cup 2019), Aleksandr Grisxuk i Ian Nepómniasxi (guanyador i finalista del Grand Prix de la FIDE de 2019). Tots els jugadors de la taula complien els requisits de número de partides jugades.
El classificat per ràtig fou Anish Giri.
| R  | Jugador                | Feb 2019 | Mar 2019 | Abr 2019 | Mai 2019 | Jun 2019 | Jul 2019 | Ago 2019 | Set 2019 | Oct 2019 | Nov 2019 | Des 2019 | Gen 2020 | Mitjana Ràting |
| -- | ---------------------- | -------- | -------- | -------- | -------- | -------- | -------- | -------- | -------- | -------- | -------- | -------- | -------- | -------------- |
| 4  | Anish Giri             | 2797     | 2797     | 2797     | 2787     | 2779     | 2779     | 2779     | 2780     | 2780     | 2776     | 2769     | 2768     | 2782.33        |
| 5  | Maxime Vachier-Lagrave | 2780     | 2775     | 2773     | 2780     | 2779     | 2775     | 2778     | 2774     | 2774     | 2777     | 2780     | 2770     | 2776.25        |
| 6  | Xakhriar Mamediàrov    | 2790     | 2790     | 2793     | 2781     | 2774     | 2765     | 2764     | 2767     | 2767     | 2772     | 2772     | 2770     | 2775.42        |
| 9  | Viswanathan Anand      | 2779     | 2779     | 2774     | 2774     | 2767     | 2764     | 2756     | 2765     | 2765     | 2757     | 2757     | 2758     | 2766.25        |
| 10 | Levon Aronian          | 2767     | 2761     | 2763     | 2762     | 2752     | 2756     | 2765     | 2758     | 2758     | 2772     | 2775     | 2773     | 2763.50        |
| 11 | Wesley So              | 2765     | 2762     | 2762     | 2754     | 2754     | 2763     | 2776     | 2767     | 2767     | 2760     | 2760     | 2765     | 2762.91        |

### Wild card
Els organitzadors podien fer servir una wild card o invitació. El jugador elegit hauria d'haver participat en almenys dos dels tres torneigs classificatoris (Copa del Món, Grand Swiss i Grand Prix) i també complir una de les següents condicions: ser el jugador de més ràting no classificat a la Copa del Món ni en la final a 4 de la Copa del Món, el de més ràting no classificat al Grand Swiss o al Grand Prix; o ser al top 10 d'Elo mitjà entre febrer de 2019 i gener de 2020.
Hi havia quatre jugadors elegibles: Maxime Vachier-Lagrave (tercer a la Copa del Món, tercer al Grand Prix, cinquè a la llista d'Elo); Kirill Alekseenko (Elo més alt al Grand Swiss, no classificat, i també participant a la Copa del Món); Xakhriar Mamediàrov (sisè a la llista d'Elo, participant a la Copa del Món i al Grand Prix) i Levon Aronian (desè a la llista d'Elo, participant a la Copa del Món i al Grand Prix). Viswanathan Anand era novè a la llista d'Elo però només va participar al Grand Swiss i, per tant, no era elegible.
L'11 de novembre de 2019, Andrei Filàtov, el president de la Federació Russa d'Escacs, va anunciar la intenció de fer servir la wild card per triar un jugador rus, afirmant: "La decisió que Rússia sigui la seu d'aquest esdeveniment garanteix que tres dels participants hagin de ser russos. Estem encara considerant diferents opcions sobre com triarem el convidat rus, però probablement serà un matx o un matx-torneig amb Kirill Alekseenko [...]." En el moment de fer aquest anunci, cap rus s'havia classificat pel Candidats, i Alekseenko, Grischuk i Nepomniachtchi eren elegibles amb la wild card, tot i que els dos darrers encara tenien l'opció de classificar-se via Grand Prix.
El 22 de desembre de 2019, va acabar el Grand Prix, amb Grischuk i Nepomniachtchi classificats, cosa que implicava que Alekseenko era l'únic rus elegible amb la wild card.
El 23 de desembre de 2019, la Federació Russa va nominar oficialment Kirill Alekseenko amb la wild card.
El mateix dia, els mànagers de Maxime Vachier-Lagrave van expressar la seva preocupació sobre les regles de la FIDE en una carta oberta a la Federació Russa d'Escacs, interessant-se per organitzar un matx entre Vachier-Lagrave i Alekseenko per la plaça de la wild card, al·legant que Vachier-Lagrave era elegible per la wild card de tres maneres diferents. Malgrat això, Alekseenko va ser confirmat a la plaça de la wild card. Alekseenko ell mateix va animar a la supressió de la wild card en una entrevista posterior.

## Organització
El torneig es disputa amb vuit jugadors, a sistema round-robin, significant que hi haurà 14 rondes on cada jugador s'enfrontarà a tots els rivals dues vegades: una amb les peces blanques i una amb les peces negres. El guanyador del torneig es classificarà per jugar contra Magnus Carlsen pel Campionat del món d'escacs de 2020.

### Regles
El control de temps serà de 100 minuts pels primers 40 moviments, 50 minuts pels següents 20 moviments i finalment 15 minuts per la resta de partides; a banda d'un increment de 30 segons per moviment començant a la primera jugada.
En cas d'empat, es farien servir, per ordre, els següents sistemes de desempat:
1. Resultats en les partides entre els jugadors empatats;
2. Major número de victòries;
3. Puntuació Sonneborn-Berger;
4. Dues partides de desempat entre els jugadors empatats, a 25 minuts més 10 segons d'increment per moviment;
5. Dues partides de desempat entre els jugadors empatats, a 5 minuts més 3 segons d'increment per moviment;
6. Partides Armageddon, a 5 minuts per les blanques, i 4 minuts per les negres, més 3 segons per moviment després del moviment 60; amb les blanques obligades a guanyar, mentre que l'empat donava la victòria a les negres. Si empatessin més de dos jugadors, s'hauria de jugar un torneig eliminatori.

### Calendari
La FIDE va anunciar els emparellaments el 14 de febrer de 2020. El calendari original preveia la ronda final pel 3 d'abril i la cerimònia de clausura pel 4 d'abril de 2020. El calendari revisat es va anunciar el 16 de febrer de 2021.
Totes les partides començaran a les 16:00 hora local (1100 UTC), excepte la ronda 14, que començarà a les 15:00 hora local (1000 UTC).
Els jugadors del mateix país han de jugar entre ells a les primeres rondes: Ding Liren contra Wang Hao a la ronda 1 i 8; mentres que Grishuk, Nepomniachtchi i Alekseenko jugaran entre ells de les rondes 1 a la 3 i de les rondes 8 a la 10.
| Data         | Dia       | Acte                |
| ------------ | --------- | ------------------- |
| 16 març 2020 | Dilluns   | Cerimònia inaugural |
| 17 març 2020 | Dimarts   | Ronda 1             |
| 18 març 2020 | Dimecres  | Ronda 2             |
| 19 març 2020 | Dijous    | Ronda 3             |
| 20 març 2020 | Divendres | Dia de descans      |
| 21 març 2020 | Dissabte  | Ronda 4             |
| 22 març 2020 | Diumenge  | Ronda 5             |
| 23 març 2020 | Dilluns   | Ronda 6             |
| 24 març 2020 | Dimarts   | Dia de descans      |
| 25 març 2020 | Dimecres  | Ronda 7             |

| Data          | Dia       | Acte                                        |
| ------------- | --------- | ------------------------------------------- |
| 19 abril 2021 | Dilluns   | Ronda 8                                     |
| 20 abril 2021 | Dimarts   | Ronda 9                                     |
| 21 abril 2021 | Dimecres  | Ronda 10                                    |
| 22 abril 2021 | Dijous    | Dia de descans                              |
| 23 abril 2021 | Divendres | Ronda 11                                    |
| 24 abril 2021 | Dissabte  | Ronda 12                                    |
| 25 abril 2021 | Diumenge  | Dia de descans                              |
| 26 abril 2021 | Dilluns   | Ronda 13                                    |
| 27 abril 2021 | Dimarts   | Ronda 14                                    |
| 28 abril 2021 | Dimecres  | Desempats (si calgués) Cerimònia de cloenda |

## Impacte del coronavirus en el torneig

### Ding Liren i Wang Hao
La pandèmia de la COVID-19, que s'havia restringit bàsicament a la Xina el gener i a començaments de febrer del 2020, va afectar la preparació dels escaquistes xinesos, Wang Hao i Ding Liren. El 10 de febrer, ambdós jugadors varen haver de cancel·lar els seus programes d'entrenament presencial i es van haver de preparar en línia amb els seus assistents: Ding Liren s'entrenava des de la seva ciutat natal de Wenzhou; mentre Wang Hao s'estava fora de la Xina, i planejava un breu retorn a la Xina abans del Candidats. Wang Hao va decidir posteriorment no retornar a la Xina en absolut abans del torneig.
El 19 de febrer, Rússia va anunciar una prohibició parcial pels xinesos d'entrar al seu territori, a causa de l'esclat de la pandèmia a la Xina. La FIDE va anunciar que la delegació xinesa tenia visats humanitaris, i que pertant els seria permesa l'entrada a Rússia, però els recomanaven anar-hi abans del torneig.
El 2 de març, Ding Liren i el seu equip varen passar el control fronterer rus a Moscou i anaren a una residència aïllada als afores de Moscou, per passar dues setmanes de quarantena i observació abans del començament del torneig.

### Radjàbov es retira, substituït per Vachier-Lagrave
El 6 de març, argumentant preocupació per la pandèmia de COVID-19 i per la gestió de la FIDE sobre el risc vinculat, Teimour Radjabov es va retirar del torneig. La seva plaça va ser ocupada per Maxime Vachier-Lagrave, ja que era el següent en la llista per ràting.
Radjàbov havia demanat a la FIDE de posposar l'esdeveniment a causa de l'esclat del coronavirus. La FIDE va respondre que no era possible per raons "legals i pràctiques", i va donar a Radjàbov fins al 6 de març per confirmar la seva participació. Radjàbov va respondre retirant-se formalment.

### Noves regles de la FIDE sobre les condicions de joc
El 7 de març, la FIDE va anunciar que el torneig només es podria posposar per ordre de les autoritats russes, i ho va tornar a dir el 14 de març: ″No és responsabilitat de la FIDE cancel·lar els torneigs oficials sota l'àmbit de cap Federació. Cada Federació ha de prendre les seves pròpies decisions ...″
La FIDE també va anunciar mesures de seguretat sanitària, com ara la presa de temperatura corporal als visitants, i fer opcional l'encaixada de mans.
Si algun dels jugadors donés positiu per COVID-19, el torneig s'interrompria immediatament i es reprendria posteriorment durant l'any, comptant els punts de les partides ja disputades.

### La FIDE suspèn el torneig
Les primeres set rondes es varen disputar tal com havien estat previstes, entre el 17 de març i el 25 de març, amb la ronda vuitena prevista pel 26 de març. Però el 26 de març el govern rus va anunciar la interrupció del seu tràfic aeri amb països estrangers, amb efectes del 27 de març. Això va provocar que la FIDE suspengués el torneig el 26 de març, ja que no podria garantir als jugadors i membres de l'organització el seu retorn al final del torneig. D'acord amb les regles, les puntuacions de les set primeres rondes es mantindrien.

### La situació de Radjàbov
Com a conseqüència de l'ajornament del torneig, Radjabov havia demanat el seu reingrés, així com considerat accions legals en cas contrari.
En una entrevista el maig de 2020, el president de la FIDE Arkady Dvorkovich va dir que preferia oferir a Radjàbov una wildcard pel següent cicle de candidats el 2022, subjecta a l'aprovació del Consell de la FIDE.

### Represa del torneig
La FIDE va anunciar inicialment la represa del torneig el 8 de setembre de 2020. Va ser reprogramat a la mateixa ciutat de Iekaterinburg amb la 8a ronda començant el dia 1 de novembre de 2020. Tbilisi, a Geòrgia, fou establerta com a seu de reservar.
De tota manera, el 16 d'octubre de 2020, la FIDE va posposar la represa del torneig, fins a la primavera del 2021. Això va ser a causa de les preocupacions generades pels rebrots de la COVID-19, així com al fet que el matx pel campionat del món contra Carlsen estava programat pel novembre i desembre de 2021 i, per tant, no calia tancar el Candidats el 2020. Dvorkovich va dir que Iekaterinburg seria encara la seu de la represa.
El 16 de febrer de 2021, la FIDE va anunciar que la segona part del torneig es disputaria entre el 19 i el 28 d'abril, a Iekaterinburg.

## Resultats
| Lloc | Nom                    | Elo  | JN  | MVL | AGi | FC  | DL  | AGr | KA  | WH  | Pts. | TB |
| ---- | ---------------------- | ---- | --- | --- | --- | --- | --- | --- | --- | --- | ---- | -- |
| 1    | Ian Nepómniasxi        | 2774 | –   | 0 ½ | 1 ½ | ½ ½ | 1 0 | ½ ½ | ½ 1 | 1 1 | 8½   |    |
| 2    | Maxime Vachier-Lagrave | 2767 | 1 ½ | –   | ½ ½ | ½ 0 | 1 ½ | ½ 0 | ½ 1 | ½ 1 | 8    |    |
| 3    | Anish Giri             | 2763 | 0 ½ | ½ ½ | –   | ½ 1 | ½ 1 | ½ 0 | 1 0 | ½ 1 | 7½   | 1½ |
| 4    | Fabiano Caruana        | 2842 | ½ ½ | ½ 1 | ½ 0 | –   | 0 ½ | ½ ½ | 1 ½ | ½ 1 | 7½   | ½  |
| 5    | Ding Liren             | 2805 | 0 1 | 0 ½ | ½ 0 | 1 ½ | –   | ½ 1 | ½ 1 | 0 ½ | 7    | 1½ |
| 6    | Aleksandr Grisxuk      | 2774 | ½ ½ | ½ 1 | ½ 1 | ½ ½ | ½ 0 | –   | ½ 0 | ½ ½ | 7    | ½  |
| 7    | Kirill Alekseenko      | 2698 | ½ 0 | ½ 0 | 0 1 | 0 ½ | ½ 0 | ½ 1 | –   | ½ ½ | 5½   |    |
| 8    | Wang Hao               | 2762 | 0 0 | ½ 0 | ½ 0 | ½ 0 | 1 ½ | ½ ½ | ½ ½ | –   | 5    |    |

### Punts per ronda
Per a cada jugador es mostra la diferència entre victòries i derrotes després de cada ronda. Els jugadors amb la diferència més gran en cada ronda tenen el fons verd. Els jugadors sense possibilitats d'avançar a la fase final pel títol es marquen amb el fons vermell.
| Posició final | Jugador                      | Rondes | Rondes | Rondes | Rondes | Rondes | Rondes | Rondes | Rondes | Rondes | Rondes | Rondes | Rondes | Rondes | Rondes |
| Posició final | Jugador                      | 1      | 2      | 3      | 4      | 5      | 6      | 7      | 8      | 9      | 10     | 11     | 12     | 13     | 14     |
| ------------- | ---------------------------- | ------ | ------ | ------ | ------ | ------ | ------ | ------ | ------ | ------ | ------ | ------ | ------ | ------ | ------ |
| 1             | Ian Nepómniasxi (RUS)        | +1     | +1     | +1     | +1     | +2     | +3     | +2     | +2     | +2     | +3     | +3     | +4     | +4     | +3     |
| 2             | Maxime Vachier-Lagrave (FRA) | =      | +1     | +1     | +1     | +1     | +1     | +2     | +1     | +1     | +1     | =      | +1     | +1     | +2     |
| 3             | Anish Giri (NED)             | −1     | −1     | −1     | −1     | −1     | =      | =      | =      | +1     | +1     | +2     | +3     | +2     | +1     |
| 4             | Fabiano Caruana (USA)        | =      | +1     | =      | =      | =      | =      | =      | +1     | +1     | +1     | +1     | =      | +1     | +1     |
| 5             | Ding Liren (CHN)             | −1     | −2     | −1     | −1     | −1     | −2     | −2     | −2     | −2     | −2     | −3     | −2     | −1     | =      |
| 6             | Aleksandr Grisxuk (RUS)      | =      | =      | =      | =      | =      | =      | =      | −1     | −1     | −1     | =      | −1     | =      | =      |
| 7             | Kirill Alekseenko (RUS)      | =      | −1     | −1     | −1     | −1     | −2     | −2     | −1     | −1     | −2     | −2     | −3     | −4     | −3     |
| 8             | Wang Hao (CHN)               | +1     | +1     | +1     | +1     | =      | =      | =      | =      | −1     | −1     | −1     | −2     | −3     | −4     |